# テトラアミド大環状配位子

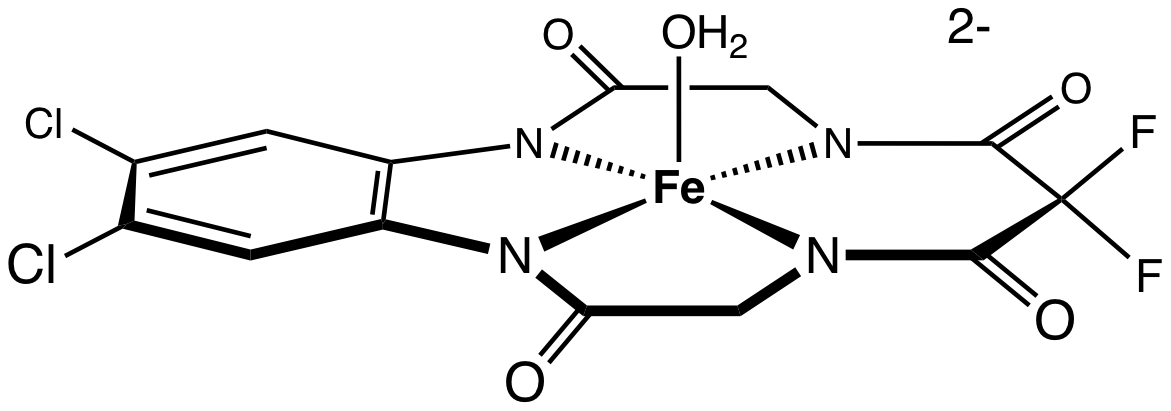
Fe-TAML錯体の構造。

テトラアミド大環状配位子 （ 英：Tetra-amido macrocyclic ligand, TAML ）は、 大環状配位子に分類されるアミド配位子で，主にCollinsらによって研究・提唱された配位子の一群を指す。 TAMLの金属錯体は，過酸化水素を酸化剤とした反応において環境調和型触媒としての利用が考えられている 。 例えば、水中に残存する農薬の分解、製紙工場におけるパルプ漂白、 ディーゼル燃料の精製におけるジベンゾチオフェン等の脱硫 、炭疽菌胞子の分解に対する利用が提案されている。   なお，「TAML」はカーネギーメロン大学によって商標登録され，金属-TAML錯体に関しても国際的に特許が出願されている。